# Oussama Djafer-Bey
Oussama Djafer-Bey (født 12. november 1997) er en dansk-algiersk fodboldspiller, der spiller for Boldklubben Frem.

## Karriere

### Brønshøj Boldklub
Den 23. juni 2017 forlad Oussama Djafer-Bey samt 8 andre spillere Brønshøj.

### FC Roskilde
Den 17. august 2020 skiftede Oussama Djafer-Bey fra AB til FC Roskilde. Den 23. januar 2021 blev Oussama og FC Roskilde enig om at ophæve kontrakten med ham.

### Slagelse B&I
Den 27. januar 2021 skiftede Oussama Djafer-Bey fra FC Roskilde til Slagelse B&I efter 4 dage uden klub.

### Boldklubben Frem
Den 29. juli 2024 skiftede Oussama Djafer-Bey tilbage til sin ungdomsklub, Boldklubben Frem. Den 6. august 2024 debuterede Oussama Djafer-Bey for Frem i en DBU Pokalkamp mod Bagsværd Boldklub, som endte med en 6-1 sejr. Han blev skiftede ind i det 63. minut i stedet for Gustav O. Hansen.